# Battaglia di Qartin
La battaglia di Qartin fu una battaglia minore combattuta nell'estate del 643 tra gli arabi Ghassanidi, cristiani alleati dell'impero bizantino, e l'esercito del Califfato dei Rashidun guidato da Khalid ibn Walid.
Dopo aver assoggettato Tadmur (Palmira), in Siria, l'esercito di Khalid marciò verso Al-Qaryatayn, i cui abitanti resistettero ai musulmani, ma alla fine vennerro sconfitti e la città saccheggiata.